# Championnats d'Europe d'aviron 2009
Navigation
Édition 2008 Édition 2010
Les championnats d’Europe d’aviron 2009, la 3e édition depuis leur rétablissement décidé en mai 2006, se tiennent à Brest, en Biélorussie, du 18 au 20 septembre 2009.

## Tableau des médailles
| Rang  | Nation      | Or | Argent | Bronze | Total |
| ----- | ----------- | -- | ------ | ------ | ----- |
| 1     | Grèce       | 4  | 1      | 0      | 5     |
| 2     | Ukraine     | 2  | 1      | 1      | 4     |
| 3     | Roumanie    | 2  | 0      | 1      | 4     |
| 4     | Italie      | 1  | 2      | 0      | 3     |
| 4     | Biélorussie | 1  | 2      | 0      | 3     |
| 6     | Pologne     | 1  | 1      | 2      | 4     |
| 7     | France      | 1  | 0      | 3      | 4     |
| 8     | Lituanie    | 1  | 0      | 0      | 1     |
| 8     | Estonie     | 1  | 0      | 0      | 1     |
| 10    | Tchéquie    | 0  | 3      | 0      | 3     |
| 11    | Serbie      | 0  | 1      | 2      | 3     |
| 12    | Russie      | 0  | 1      | 1      | 2     |
| 13    | Suisse      | 0  | 1      | 0      | 1     |
| 13    | Allemagne   | 0  | 1      | 0      | 1     |
| 15    | Croatie     | 0  | 0      | 2      | 2     |
| 16    | Espagne     | 0  | 0      | 1      | 1     |
| 16    | Autriche    | 0  | 0      | 1      | 1     |
| TOTAL | TOTAL       | 14 | 14     | 14     | 42    |

## Podiums

### Hommes
| Épreuves                           | Or | Or            | Argent | Argent        | Bronze | Bronze        |
| ---------------------------------- | --- | ------------- | --- | ------------- | --- | ------------- |
| Skiff M1x                          | Mindaugas Griskonis | 7 min 3 s 05  | Ioannis Christou | 7 min 6 s 61  | Mario Vekić | 7 min 8 s 64  |
| Deux de couple M2x                 | Estonie • Allar Raja • Kaspar Taimsoo | 6 min 28 s 82 | Suisse • André Vonarburg • Florian Stofer | 6 min 30 s 87 | Serbie • Marko Marjanovic • Dusan Bogicevic | 6 min 36 s 85 |
| Deux de pointe M2-                 | Grèce • Apóstolos Gountoúlas • Nikolaos Gkountoulas | 6 min 45 s 08 | Serbie • Nikola Stojić • Goran Jagar | 6 min 48 s 53 | France • Laurent Cadot • Jean-David Bernard | 6 min 52 s 34 |
| Deux de couple poids légers LM2x   | Grèce • Dimítrios Moúgios • Vasílios Polýmeros | 6 min 28 s 21 | Italie • Lorenzo Bertini • Elia Luini | 6 min 31 s 45 | France • Pierre-Etienne Pollez • Maxime Goisset | 6 min 33 s 86 |
| Quatre de couple M4x               | Ukraine • Hennadiy Zakharchenko • Volodymyr Pavlovskyi • Kostyantyn Zaytsev • Serhiy Hryn                                                                                        | 5 min 53 s 12 | Biélorussie • Valery Radzevich • Kiryl Lemiashkevich • Stanislau Shcharbachenia • Dzianis Mihal                                                                                    | 5 min 54 s 44 | Pologne • Arnold Sobczak • Piotr Licznerski • Michał Słoma • Wiktor Chabel | 5 min 55 s 09 |
| Quatre de pointe M4-               | Grèce • Ioannis Tsamis • Stergios Papachristos • Georgios Tziallas • Pavlos Gavriilidis                                                                                          | 6 min 6 s 84  | Tchéquie • Jan Gruber • Jakub Makovička • Milan Bruncvík Jr • Michal Horváth | 6 min 07 s 45 | Espagne • Pedro Rodríguez Aragón • Pau Vela Maggi • Marcelino García Cortes • Noe Guzmán del Castillo                                                                              | 6 min 09 s 74 |
| Quatre de pointe poids légers LM4- | France • Jean-Christophe Bette • Fabien Tilliet • Franck Solforosi • Fabrice Moreau                                                                                              | 6 min 04 s 85 | Allemagne • Matthias Schömann-Finck • Jost Schömann-Finck • Jochen Kühner • Martin Kühner                                                                                          | 6 min 5 s 56  | Serbie • Nemanja Nesić • Miloš Stanojević • Nenad Babović • Miloš Tomić | 6 min 06 s 88 |
| Huit M8+                           | Pologne • Patryk Brzeziński • Jarosław Godek • Michał Szpakowski • Krystian Aranowski • Piotr Hojka • Marcin Brzeziński • Wojciech Gutorski • Mikołaj Burda • Daniel Trojanowski | 5 min 43 s 80 | Ukraine • Andriy Pryveda • Serhiy Bazylyev • Anton Kholyaznykov • Valentyn Kletskoy • Andrii Iakymchuk • Dmytro Prokopenko • Andriy Shpak • Serhiy Chykanov • Oleksandr Konovaliuk | 5 min 45 s 66 | France • Julien Despres • Adrien Hardy • Pierre-Jean Peltier • Jean-Baptiste Macquet • Germain Chardin • Benjamin Rondeau • Sébastien Lente • Dorian Mortelette • Benjamin Manceau | 5 min 47 s 50 |

### Femmes
| Épreuves                         | Or | Or            | Argent | Argent        | Bronze | Bronze        |
| -------------------------------- | --- | ------------- | --- | ------------- | --- | ------------- |
| Skiff W1x                        | Ekaterina Karsten | 7 min 40 s 02 | Mirka Knapkova | 7 min 43 s 79 | Yuliya Levina | 7 min 51 s 15 |
| Deux de couple W2x               | Italie • Laura Chiavone • Gabriella Bascelli | 7 min 07 s 96 | Tchéquie • Jitka Antosova • Lenka Antosova | 7 min 08 s 52 | Pologne • Agata Gramatyka • Natalia Madaj | 7 min 13 s 42 |
| Deux de pointe W2-               | Roumanie • Camelia Lupascu • Nicoleta Albu | 7 min 27 s 28 | Russie • Mayya Zhuchkova • Alevtina Podvyazkina | 7 min 30 s 84 | Croatie • Sonja Keserac • Maja Anic | 7 min 38 s 03 |
| Deux de couple poids légers LW2x | Grèce • Christína Yazitzídou • Alexandra Tsiavou | 7 min 15 s 26 | Pologne • Magdalena Kemnitz • Agnieszka Renc | 7 min 19 s 69 | Autriche • Stefanie Borzacchini • Michaela Taupe-Traer | 7 min 23 s 84 |
| Quatre de couple W4x             | Ukraine • Svitlana Spiryukhova • Tetiana Kolesnikova • Anastasiia Kozhenkova • Yana Dementieva                                                                         | 6 min 30 s 90 | Italie • Erika Bello • Gabriella Bascelli • Laura Chiavone • Elisabetta Sancassani | 6 min 38 s 87 | Roumanie • Anca Luchian • Irina Dorneanu • Andreea Boghian • Cristina Grigoras                                                                             | 6 min 44 s 14 |
| Huit W8+                         | Roumanie • Roxana Cogianu • Ionelia Neacsu • Maria Diana Bursuc • Ioana Craciun • Adelina Cojocariu • Cristina Ilie • Camelia Lupascu • Enikő Barabás • Teodora Stoica | 6 min 21 s 52 | Biélorussie • Nadzeya Belskaya • Natallia Koshal • Natallia Haurylenka • Volha Plashkova • Nina Bondarava • Hanna Nakhayeva • Volha Shcharbachenia-Zhylskaya • Zinaida Kliuchiynskaya • Yaraslava Paulovich | 6 min 26 s 02 | Ukraine • Ganna Kutsenko • Nataliia Huba • Olena Buryak • Anna Kravchenko • Svitlana Novichenko • Olha Hurkovska • Kateryna Tarasenko • Anna Gaidukova • ? | 6 min 32 s 58 |